# 須賀川警察署
須賀川警察署（すかがわけいさつしょ）は、福島県警察が管轄する警察署の一つである。

## 所在地
- 福島県須賀川市八幡町19番地7

## 管轄区域
- 須賀川市
- 岩瀬郡
  - 鏡石町
  - 天栄村
- 石川郡玉川村のうち福島空港の敷地内

## 交番

### 須賀川市
- 駅前交番 - 須賀川市中宿232番地
- 西袋交番 - 須賀川市西の内町50番地

## 警備派出所

### 玉川村
- 福島空港警備派出所 - 石川郡玉川村北須釜はばき田21番地

## 駐在所

### 須賀川市
- 岩瀬駐在所 - 須賀川市柱田字長井132番地
- 長沼駐在所 - 須賀川市長沼字金町6番地2
- 稲田駐在所 - 須賀川市岩淵字植松23番地1
- 仁井田駐在所 - 須賀川市仁井田字鴻ノ目25番地1
- 川東駐在所 - 須賀川市小作田字殿田1番地

### 鏡石町
- 鏡石駐在所 - 岩瀬郡鏡石町本町207番地3

### 天栄村
- 天栄駐在所 - 岩瀬郡天栄村白子前谷地9番地
- 湯本駐在所 - 岩瀬郡天栄村湯本字居平97番地

## 主な事件
- 福島悪魔払い殺人事件（1995年7月5日）
- 中学柔道部暴行事件（2003年10月18日）